# Hamilton Jukes
Hamilton Jukes, född 28 maj 1895 i Winnipeg, död 8 januari 1951 i San Diego, var en brittisk ishockeyspelare. Han blev olympisk bronsmedaljör i Chamonix 1924. 

## Meriter
- OS-brons 1924